# Ciclismo nos Jogos Pan-Americanos de 2019 - Cross-country masculino
A competição do cross-country masculino foi um dos eventos do ciclismo nos Jogos Pan-Americanos de 2019, em Lima. Foi disputada no Circuito Morro Solar no dia 28 de julho.

## Calendário
Horário local (UTC-5).
| Data        | Horário | Fase  |
| ----------- | ------- | ----- |
| 28 de julho | 11:30   | Final |

## Medalhistas
| Ouro   | MEX José Ulloa Arévalo |
| Prata  | BRA Henrique Avancini  |
| Bronze | CHI Martín Vidaurre    |

## Resultados
| Colocação         | Ciclista                | Nacionalidade  | Tempo   |
| ----------------- | ----------------------- | -------------- | ------- |
| Medalha de ouro   | José Ulloa Arévalo      | MEX México     | 1:25:03 |
| Medalha de prata  | Henrique Avancini       | BRA Brasil     | 1:27:08 |
| Medalha de bronze | Martín Vidaurre         | CHI Chile      | 1:27:31 |
| 4                 | Héctor Leonardo Paez    | COL Colômbia   | 1:29:47 |
| 5                 | Guilherme Gotardelo     | BRA Brasil     | 1:30:36 |
| 6                 | Jorge Álvaro Macias     | ARG Argentina  | 1:30:49 |
| 7                 | Andrey Fonseca          | CRC Costa Rica | 1:31:00 |
| 8                 | William Tobay           | ECU Equador    | 1:32:32 |
| 9                 | Jhonathan de León       | GUA Guatemala  | 1:32:48 |
| 10                | Yonathan Mejia          | VEN Venezuela  | 1:32:57 |
| 11                | Luís Enrique Lópes      | HON Honduras   | 1:33:08 |
| 12                | Sebastián Miranda       | CHI Chile      | 1:34:22 |
| 13                | Carlos Gerardo Herrera  | CRC Costa Rica | 1:34:40 |
| 14                | Georwill Pérez Román    | PUR Porto Rico | 1:34:48 |
| 15                | Catriel Andrés Soto     | ARG Argentina  | 1:35:40 |
| 16                | Jacob Morales Ortega    | PUR Porto Rico | 1:35:53 |
| –                 | Cristian Aranzazu       | COL Colômbia   | DNF     |
| –                 | Alexander Urbina Quispe | PER Peru       | DNF     |
| –                 | Rolando Serrano         | PER Peru       | DNF     |
| –                 | Jaime Miranda           | MEX México     | DNF     |

Legenda
| Recorde mundial                  | Recorde mundial (World record)               |                       | Recorde africano                      | Recorde africano (African) |                                           | Q | Classificado por posição (Qualified) |
| Recorde dos Jogos Pan-Americanos | Recorde pan-americano (Pan-American record)  | Recorde da América    | Recorde da América (Americas)         | q                          | Classificado por melhor tempo (Qualified) |   |                                      |
| Melhor marca do ano              | Melhor marca do ano (World leading)          | Recorde asiático      | Recorde asiático (Asian)              | DNS                        | Não largou (Did not start)                |   |                                      |
| Recorde nacional                 | Recorde nacional (National record)           | Recorde europeu       | Recorde europeu (European)            | DNF                        | Não terminou (Did not finish)             |   |                                      |
| Recorde pessoal                  | Recorde pessoal do atleta (Personal best)    | Recorde da Oceania    | Recorde da Oceania (Oceania)          | DSQ / DQ                   | Desclassificado (Disqualified)            |   |                                      |
| Recorde da temporada             | Recorde da temporada do atleta (Season best) | Recorde sul-americano | Recorde sul-americano (South America) | NM                         | Sem marca (No mark)                       |   |                                      |